# جاك هام (رسام كارتون)
جاك هام (بالإنجليزية: Jack Hamm)‏ هو رسام كارتون أمريكي، ولد في 5 مارس 1916 في ويتشيتا في الولايات المتحدة، وتوفي في 22 ديسمبر 1996 في دالاس في الولايات المتحدة.